# Церква Різдва Пресвятої Богородиці (Давидів)
Церква Різдва Пресвятої Богородиці — діючий греко-католицький храм у с. Давидів.

## Історія
Збудовано в XV–XVI ст. як католицький костел св. Станіслава.
1934 року почався ІІ етап розбудови костелу. За спогадами жительки й очевидця тодішніх подій Степанії Яремко:
«Мені було тоді 15 років, коли почалась добудова. Ми йшли з бабусею до костелу. Навколо був безлад. Кругом лежали кістки й черепи. Поряд стояли труни, в одній лежала жінка, в іншій чоловік в українському національному одязі. Костел добудовували на місці колишнього цвинтаря. У розбудові храму брали участь усі жителі села, незалежно від національності. На підводах возили каміння, пісок, дерево»
З приходом радянської влади храм довгий час не працював, богослужіння відновились у 80-х роках.
У кінці 80-х за церкву розпочались протистояння. На нього претендували греко-католицька та православна громади села. Зрештою 1991 року храм перейшов у власність УГКЦ.

## Настоятелі храму
- Роман Павлик
- Степан Стахурський
- Григорій Манюк
- Роман Кравчик
- Григорій Пашко